# Stratocumulus lenticularis
Lo stratocumulus lenticularis (abbreviazione Sc len) è una nube del genere stratocumulus dall'aspetto lentiforme (da cui la designazione lenticularis) o a mandorla.

## Caratteristiche
Uno stratocumulus lenticularis è in genere costituito da piccole nubi individuali con una forma piatta ed allungata che ricorda la tipica forma di una lente o di un seme come una mandorla. Sono tipiche delle regioni polari o delle zone temperate durante la stagione invernale. Possono essere generate anche da venti che passano al di sopra di colline o rilievi montuosi, come nel caso del favonio, nel qual caso assumono conformazioni molto regolari.

## Altre versioni
- Wikimedia Commons contiene immagini o altri file su Stratocumulus lenticularis